# Dean Evans
Dean Evans (né le 14 avril 1967) est un joueur de hockey sur gazon australien. Il participe aux Jeux olympiques d'été de 1992 et remporte la médaille d'argent de la compétition.

## Palmarès

### Jeux olympiques
- Jeux olympiques de 1992 à Barcelone,  Espagne
  -  Médaille d'argent.